# Эжмолфе
Эжмолфе (порт. Esmolfe)  —  район (фрегезия) в Португалии,  входит в округ Визеу. Является составной частью муниципалитета  Пеналва-ду-Каштелу. Находится в составе крупной городской агломерации Большое Визеу. По старому административному делению входил в провинцию Бейра-Алта. Входит в экономико-статистический  субрегион Дан-Лафойнш, который входит в Центральный регион. Население составляет 485 человек на 2001 год. Занимает площадь 10,70 км².
Покровителем района считается Дева Мария (порт. Nossa Senhora da Conceição). 
Праздник района —  21 января. 